# Blazing Lazers
Blazing Lazers (Gunhed (яп. ガンヘッド Ганхэддо) в Японии) — видеоигра в жанре вертикального скролл-шутера, разработанная компаниями Hudson Soft и Compile, выпущенная в 1989 году эксклюзивно для игровой консоли PC Engine (TurboGrafx-16). В 2007 году игра была переиздана на сервисе Virtual Console для Nintendo Wii.
Игра стала одной из первых игр, выпущенных для TurboGrafx-16. Она называется критиками и игроками одной из лучших игр для консоли вообще и в своём жанре.

## Игровой процесс
Игрок управляет космическим кораблём. Игра состоит из девяти уровней, в каждом из которых присутствует один или несколько боссов. Любое попадание в игрока приводит к потере попытки и повторному прохождению уровня, начиная с последней достигнутой контрольной точки. Дополнительные попытки могут быть получены при наборе определённого количества очков.
В игре доступно четыре вида основного оружия, получаемых при взятии призов, остающихся после уничтожения специальных капсул. Получение оружия подтверждается голосовой вставкой с его названием. Каждое оружие имеет несколько уровней мощности. Также существуют призы, добавляющие специальные возможности, такие как двойники игрока, самонаводящиеся ракеты, щиты и дополнительное увеличение мощности оружия. Игрок имеет ограниченное количество мощных бомб, действующих на значительной части экрана.
Игрок может в любой момент выбрать скорость перемещения корабля по экрану.

## Сюжет
Игра разработана по мотивам кинофильма «Gunhed» («Ганхед: Война роботов») студии Toho Sunrise, выпущенного в 1989 году. Упоминания студии и названия фильма была убраны из американской версии игры.
Сюжет игры был изложен только в инструкции, прилагавшейся к игре. В американской версии игрок противостоял космической армаде противника, называемой Тёмная Эскадра, и должен был победить восемь Сверхоружий.

## Разработка
Игра была совместно разработана компаниями Hudson Soft и Compile. Среди её разработчиков такие люди, как Масамицу «Moo» Ниитани, президент Compile и создатель игр Zanac, The Guardian Legend и серии Puyo Puyo; Микио Уэяма, директор серии игр Super Bomberman для Super Nintendo, и Тадаюки Кавада, дизайнер игры DoReMi Fantasy.
Во время разработки игры Super Star Soldier компания NEC планировала выпустить её под названием Blazing Lazers II из за сходства игрового процесса.

## Отзывы
| Иноязычные издания | Иноязычные издания |
| Издание            | Оценка             |
| ------------------ | ------------------ |
| CVG                | 96 %               |
| GameSpot           | 7,0/10             |
| IGN                | 8,0/10             |

Игра называется многими критиками одной из лучших игр в жанре скролл-шутера для TurboGrafx-16 и одной из лучших игр для этой консоли. Бретт Алан Вайсс (англ. Brett Alan Weiss) на сайте Allgame назвал игру «одной из самой высоко ценимых игр для TurboGrafx-16». Майк Фейи (англ. Mike Fahey) на сайте Kotaku.com описал игру как «лучший [..] шутер на TurboGrafx, если не лучшая игра вообще». Лукас Томас (англ. Lucas M. Thomas) на сайте IGN отозвался об игре как превосходящей другие скролл-шутеры, такие как Super Star Soldier, Gradius III и игры серии R-Type, а также утверждал, что игра «использует возможности TurboGrafx до предела». Фрэнк Прово (англ. Frank Provo) на сайте GameSpot также отозвался об игре положительно и сказал, что «простая графика и оформление игры компенсируются интенсивным игровым процессом» и огневой мощью, доходящей до неправдоподобия. Он также отметил разнообразие вооружения, отсутствие замедлений в игровом процессе, свойственных некоторым старым консольным играм, и весёлую музыку.
Джереми Пэриш (англ. Jeremy Parish) на сайте 1UP.com похвалил игру, сказав, что она имеет очень высокое качество. Джастин Липер (англ. Justin Leeper) на сайте Gamespy особо отметил отсутствие замедлений в игре, утверждая, что до 1989 года игроки могли испытать подобные ощущения только в играх для аркадных игровых автоматов. Он также утверждал, что игра превосходит любую игру того времени для Nintendo Entertainment System, и похвалил плавную прокрутку, яркую фоновую графику и «запоминающуюся музыку». Кеннет Уэсли (англ. Kenneth Wesley) из LA Video Game Examiner упомянул игру как имеющую один из лучших саундтреков эры 16-битных игровых консолей и сказал, что музыка «так же прекрасна, как игровой процесс». Пол Глэнси (англ. Paul Glancey) из английского журнала Computer and Video Games дал игре оценку в 96 %, отметив игровой процесс, сложность, графику и звук и назвав игру «совершенно невероятной», а также заявив: «Ищущие самую лучшую игру в жанре shoot 'em up — остановитесь. Вы её нашли.».